# Geneva, Illinois
Geneva är en stad (city) i Kane County, i delstaten Illinois, USA. Enligt United States Census Bureau har staden en folkmängd på 21 707 invånare (2011) och en landarea på 25,2 km². Geneva är huvudort i Kane County.